# Kevin Puts
Kevin Matthew Puts (Saint Louis, 3 gennaio 1972) è un compositore statunitense di musica classica contemporanea.

## Biografia
Kevin Puts è nato a Saint Louis e cresciuto ad Alma, nel Michigan. Ha studiato pianoforte e composizione a Yale e alla Eastman School of Music, dove ha conseguito il titolo di Doctor of Musical Arts. Tra i suoi maestri si annoverano Samuel Adler, Jacob Druckman, David Lang, Christopher Rouse, Joseph Schwantner e Martin Bresnick.
Autore di oltre una decina di concerti e quattro sinfonie, nonché vincitore della Guggenheim Fellowship nel 2001, Puts si è affermato come compositore di opere a partire dai primi anni 2010. Nel 2011 infatti la sua prima opera, Silent Night, sulla tregua di Natale del 1914, ha debuttato alla Minnesota Opera e l'anno successivo ha vinto il Premio Pulitzer per la musica. Nel 2015 la sua seconda opera, un adattamento operistico di Va' e uccidi, ha esordito alla Minnesota Opera, mentre il 2017 ha visto il debutto della sua terza opere, Elizabeth Cree. Nel 2022 la sua quarta opera, The Hours, tratta dall'omonimo romanzo di Michael Cunningham, ha avuto la sua prima al Metropolitan Opera House. Nel 2023 ha vinto il Grammy Award alla miglior composizione di musica contemporanea per Contact.